# (9756) Ezaki
(9756) Ezaki (1991 CC3) – planetoida z pasa głównego asteroid okrążająca Słońce w ciągu 4,52 lat w średniej odległości 2,73 j.a. Odkryta 12 lutego 1991 roku.